# Guajira (música)
La guajira es un género derivado del punto cubano.
De acuerdo con algunos estudiosos del tema, el punto cubano ya se conocía en España desde el siglo XVIII, donde era llamado "punto de La Habana", y hacia la segunda mitad del siglo XIX fue adoptado por el naciente estilo del flamenco español, que lo incluyó entre sus "palos" con el nombre de guajira.
El género de la guajira popular  fue utilizado por compositores españoles de zarzuelas, tales como Ruperto Chapí, el cual lo incluyó en su conocida obra "La revoltosa", de 1897, y dos años más tarde, en 1899, el cubano Jorge Anckermann inaugura un nuevo género con su canción "El arroyo que murmura", la primera Guajira cubana.
Esta canción se convirtió en un modelo que adoptaron muchos otros compositores cubanos posteriormente, y fue incluida con frecuencia, tanto en la zarzuela como en el teatro vernáculo.
La guajira cubana conservó el ritmo característico de sus antecesores, el punto cubano y la guajira española, llamado sesquiáltera o hemiola horizontal.

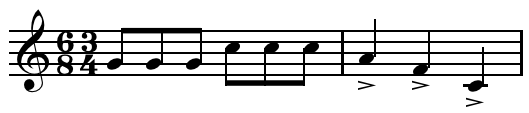
Hemiola horizontal.

Su forma alterna usualmente una primera sección en modo menor con una segunda en su relativo directo mayor; y sus letras se refieren frecuentemente a temas campesinos de manera idealista y bucólica. En ellas se evoca por lo general las bondades de la vida rural y románticas historias de amor.

## Guajira de Salón o Guajira-Son
A partir de los años 1930, la guajira fue refinada y popularizada por el cantante y guitarrista Guillermo Portabales, cuyo estilo fue conocido como guajira de salón o guajira-son. Este no es más que otro caso de polisemia dentro de la música popular cubana, ya que a pesar de llevar el nombre de guajira, en realidad el estilo de sus canciones no era otro que el del son y el del bolero-son cubano; aunque sus textos estaban siempre relacionados con temas campesinos. Desde los años 1930 hasta su muerte en un accidente de tránsito en Puerto Rico en 1970, Guillermo Portabales cantó y grabó numerosas guajiras de salón a través de Norte y Sur América con gran aceptación por parte del público.
Otros destacados cultivadores de la guajira-son fueron Celina González, Coralia Fernández, Ramón Veloz y Radeúnda Lima. Una de las más famosas guajiras-son es la llamada Guajira Guantanamera, compuesta por Joseíto Fernández, y popularizada internacionalmente durante los años 1960 por el folklorista estadounidense Pete Seeger.